# Кодекс Тлателолько
Кодекс Тлателолько — это ацтекский кодекс колониальной эпохи, написанный на Аматле около 1565 года. В нем изображены королевские церемонии с участием испанских монархов Карла V и его сына и преемника Филиппа II. На рисунках изображена церемония принесения присяги на верность новому испанскому монарху Филиппу после отречения его отца в 1556 году. Здесь изображены Карл V и Филипп II, а также коренные правители Тлателолко и Теночтитлана (бывшего альтепетля), который вместе со всеми официальными лицами принес присягу на верность. Существует письменное изложение на испанском языке, которое отличается от того, что изображено на рисунке. В графическом описании отсутствует присутствие членов испанского кабильдо. Кодекс ссылается на участие коренных народов в Микстонской войне около 1542 года, крупном восстании коренных народов на западе Мексики. Его изображения танцев науа и костюмы из перьев, закрывающие почти все тело, делают его особенно важным для понимания преемственности культуры коренных народов в ранний колониальный период. Рукопись хранится в Национальной библиотеке Мексиканского музея антропологии и истории в Мехико.